# Удивительный заклад (фильм)

Кадр из фильма. Алеша клянется хранить тайну Семкиного побега

«Удивительный заклад» — советский чёрно-белый кинофильм 1970 года, первая полнометражная картина режиссёра Леонида Макарычева. Фильм снят по мотивам одноименной повести Екатерины Борониной.

## Сюжет
Действие происходит в провинциальном городке на Волге в начале XX века. Два мальчика, Сёмка и Алёша — закадычные друзья. Сёмка задумал бежать из своего захолустья, от пьяницы-столяра, у которого он живёт в подмастерьях, в Америку. Там начнется новая, полная приключений и подвигов жизнь в индейском племени. Транспорт готов — у Сёмки есть лодка под названием «Флорида», осталось насушить сухарей в дорогу и выучить «американский язык». Но за учебником нужно ехать в Самару, и стоит он немалых денег, целых три рубля. Ради осуществления мечты друга Алёша закладывает в ломбарде любимого кота. Удивительный заклад приносит мальчикам множество неприятностей, добытые с таким трудом три рубля исчезают в кармане обманщика-гимназиста, а лодку Сёмка отдаёт революционеру-подпольщику, которому нужно скрыться от полицейской слежки. Американская мечта рассеивается, зато большие перемены ждут мальчиков в скором времени на родине.

## В ролях
- Владимир Магденков — Сёмка
- Леонид Базуткин — Алёша Власьев
- Валентина Талызина — мать Алёши
- Антонина Павлычева — бабушка
- Павел Шпрингфельд — Хранид, владелец ломбарда и хозяин большевистской явки
- Владимир Васильев — инспектор
- Михаил Иванов — учитель словесности
- Николай Горлов — Порфирьев
- Владимир Донцов — юный революционер
- Геннадий Дюдяев — Костя-гимназист
- Д. Лежава — Оцеола
- Марина Малкова — сестра Алёши
- Сергей Бехтерев — эпизод (нет в титрах)

## Съёмочная группа
- Сценарий: Никодим Гиппиус
- Режиссёр-постановщик: Леонид Макарычев
- Главный оператор: Николай Жилин
- Композитор: Владислав Кладницкий
- Главный художник В. Гасилов

## Критика
Просматривая последние приключенческие картины «для детей», я случайно «прихватил» фильм, не имеющий к этому жанру никакого отношения. Но я не пожалел времени, потраченного на эту очень скромную, я бы даже сказал, несколько камерную картину. ... Создатели этой немного грустной картины (постановка Л. Макарычева по сценарию Н. Гиппиуса) поразили меня своей художнической добросовестностью. Фильм сделан с редкостным в кинематографии «для детей» уважением к достоверности — и материальной и образной. Тут все настоящее — дома, заборы, пыль на улицах, шаткие мостки пристани, мальчишки в главных ролях и взрослые в эпизодических, наконец, сама атмосфера человеческого бытия тех времен. Но еще больше меня обрадовало, даже тронуло уважение художников к детской аудитории. В каждом эпизоде, каждом кадре стараются они нести в зал правду окружающей человека жизни и, главное, правду характеров. Без этой «неприключенческой» картины я бы, наверное, не понял самого главного в приключенческих фильмах.— Советский экран, 1971 год